# Sydkoreanske won
Won (Koreansk: 원; symbol: ₩; kode: KRW) er møntfoden i Sydkorea. En won består af 100 jeon.
- Wikimedia Commons har flere filer relateret til Sydkoreanske won